# Ostrov u Záp (tvrz)
Ostrov u Záp je zřícenina tvrze ze 14. století v části Ostrov u obce Zápy v okrese Praha-východ. Od roku 1966 je chráněna jako kulturní památka.

## Historie
Tvrz je poprvé výslovně zmiňována roku 1398, kdy patřila pražským měšťanům. Před husitskými válkami ji na čas získali pražští kanovníci, ale brzy se vrátila do měšťanských rukou. V roce 1453 ji získal Václav Hrzán z Harasova. Od osmdesátých let 15. století se majitelé často střídali, až tvrz roku 1609 koupil císař Rudolf II. a připojil ji k brandýskému panství. Od té doby byla tvrz využívána jen k hospodářským účelům. V 19. století byla postupně zbořena věž a další stavby.

## Stavební podoba
Tvrziště ze tří stran chránily rybníky. Nejstarší stavbou je obdélný palác, ze kterého se dochoval valeně zaklenutý sklep se sedlovým portálem. Na přelomu 14. a 15. století byl na severní straně tvrze postaven nový dvouprostorový palác podepřený třemi pilíři. Dochovala se z něj zeď s okénkem v přízemí a zbytky prevétu v patře. K nádvorní straně paláce byla přistavěna oválná věž. Opevnění tvrze se nedochovalo.

## Přístup
Zbytky tvrze se nachází v soukromé zahradě a nejsou volně přístupné.